# Lourenço de Brindisi
Lourenço de Brindisi, O.F.M.Cap., nascido Giulio Cesare Russi, foi um santo da Igreja Católica e membro da Ordem dos Frades Menores Capuchinhos. Por suas obras, foi proclamado Doutor da Igreja em 1959 pelo papa João XXIII.

## Biografia
Lourenço nasceu em Brindisi em 22 de julho de 1559, filho dos comerciantes venezianos Guglielmo Russi (ou "de Rossi") e Elisabetta Masella, ambos radicados na cidade portuária da Apúlia. Logo depois de seu nascimento, ficou órfão de pai. Aos quatorze, entrou para os franciscanos conventuais de sua sua cidade, mas teve que fugir quando sua cidade foi ameaçada por um ataque turco. Lourenço e a mãe se refugiam em Veneza.
Em 17 de fevereiro de 1575, tornou-se um frade capuchinho em Verona. Depois de estudar profundamente as Escrituras na Universidade de Pádua, demonstrou um raro talento para línguas: falava, além do latim, espanhol e italiano, o francês, alemão, grego, siríaco e o hebraico.
Aos 31 anos, Lourenço foi eleito superior dos Capuchinhos Franciscanos na província de Toscana. Em 1596 ele foi apontado como definidor-geral em Roma para os capuchinhos. O Papa Clemente VIII incumbiu-o da tarefa de pregar aos judeus que habitavam a cidade. Seu conhecimento da língua hebraica foi de grande ajuda nesse trabalho. A partir de 1599, Lourenço estabeleceu monastérios capuchinhos nas atuais Alemanha e Áustria, promovendo a Contrarreforma e trazendo muitos protestantes de volta à fé católica. Ele também fundou conventos em Viena, Praga e Graz.
Foi na ocasião da fundação do convento em Praga em 1601 que ele foi nomeado capelão imperial do exército de Rodolfo II, Imperador Romano-Germânico, e recrutou com sucesso a Filipe Emanuel, Duque de Mercœur, para ajudar na luta contra os turcos otomanos. Ele então liderou o exército durante o cerco de Székesfehérvár, na Hungria, contra o Império Otomano, armado tão somente com um crucifixo.

## Pregador
Lourenço foi ordenado sacerdote em 18 de dezembro de 1582 e iniciou seu trabalho como pregador. Suas duas preocupações principais eram a luta contra o protestantismo e contra os turcos e, por conta disso, repetia sempre: "Deus me chamou para ser franciscano para que pudesse trabalhar pela conversão dos pecadores e dos hereges".
Assim, Lourenço pregou incessantemente na Itália, Hungria, Boêmia, Bélgica, Suíça, Alemanha, França, Espanha e Portugal. Apoiado pelos jesuítas, desenvolveu um admirável trabalho na Europa Central e plantou as sementes de novos conventos franciscanos por onde passou. Enviado em 1599 à Áustria liderando um grupo de religiosos, fundou conventos em Viena, Graz e Praga, onde suas pregações comoveram tanto a população a ponto de provocarem uma reação entre os protestantes, que pediram ao imperador Rodolfo II da Germânia que o expulsasse.

## Obra teológica

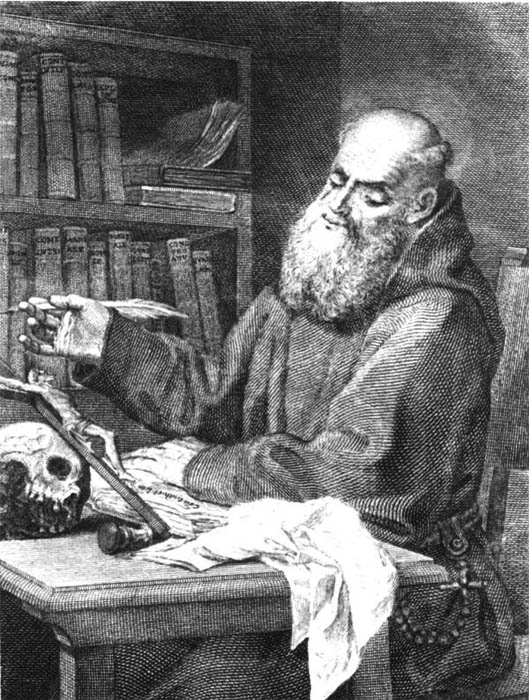
Retrato de Lourenço

### Sermões
Além de suas pregações, Lourenço deixou uma grande quantidade de obras, inclusive mais de 800 sermões que ocupam onze dos quinze volumes de sua obra completa. Elas são um admirável exemplo do que atualmente é chamado de teologia querigmática (do grego kérygma - "anúncio, proclamação") e sua maneira de ensinar as doutrinas cristãs o coloca no mesmo patamar da atividade pastoral dos Padres da Igreja e dos grandes bispos proclamados Doutores da Igreja. Destaca-se principalmente sua mariologia, de extraordinária clareza conceitual.

### Conversão dos judeus
Reflete-se também em suas obras seu intenso trabalho em prol da conversão dos judeus, principalmente quando, por ordem do papa Clemente VIII, pregou por três anos aos judeus de Roma. Esta tarefa e também a missão de ensinar aos religiosos da sua ordem, juntamente com seu conhecimento do hebraico, do aramaico e caldeu, permitiram que ele se apresentasse como um excelente exegeta em sua "Explanatio in Genesim". Unindo uma filosofia sadia aos seus profundos conhecimentos teológicos, Lourenço tratou de maneira magistral todas as questões referentes ao Deus criador, seus atributos, os anjos, a natureza e criação do homem, o matrimônio e diversos outros assuntos que provocavam polêmica na época.

### Contra os protestantes
Aparece também em sua obra suas críticas ao nascente protestantismo. Em Praga, disputou com o luterano Policarpo Leiser, teólogo, escritor e pregador da corte do príncipe-eleitor da Saxônia. Um resultado desta disputa é o "Lutheranismi hypotyposis" (3 vol.), um manual prático da apologia católica e da refutação da interpretação protestante.
O vigor da dialética teológica de Lourenço está baseada na exatidão e profundidade de seu estudo, que abrangeu a gênese histórica e doutrinária do protestantismo, levando em conta inclusive a literatura e os credos protestantes, refletidos numa miríade de autores reformados, seus manuscritos e libelos, inclusive os de Lutero. Nesta empreitada, simultaneamente defensiva e afirmativa, uma característica da época, a Contra-Reforma, no contexto da qual a disputa adquiriu grane importância, Lourenço emula, destacando-se pela polêmica, as obras de Pedro Canísio (também Doutor da Igreja), e simplifica o método escolástico das Disputationes de Roberto Belarmino (mais um Doutor) para que possam ser usados no ministério diário.
A proclamação de Lourenço como Doutor da Igreja é a confirmação de seu sucesso. Acredita-se, porém, que ainda há muitos outros documentos nos arquivos das bibliotecas europeias que poderão iluminar melhor a sua atividade doutrinária contra o protestantismo.

## Atividade política

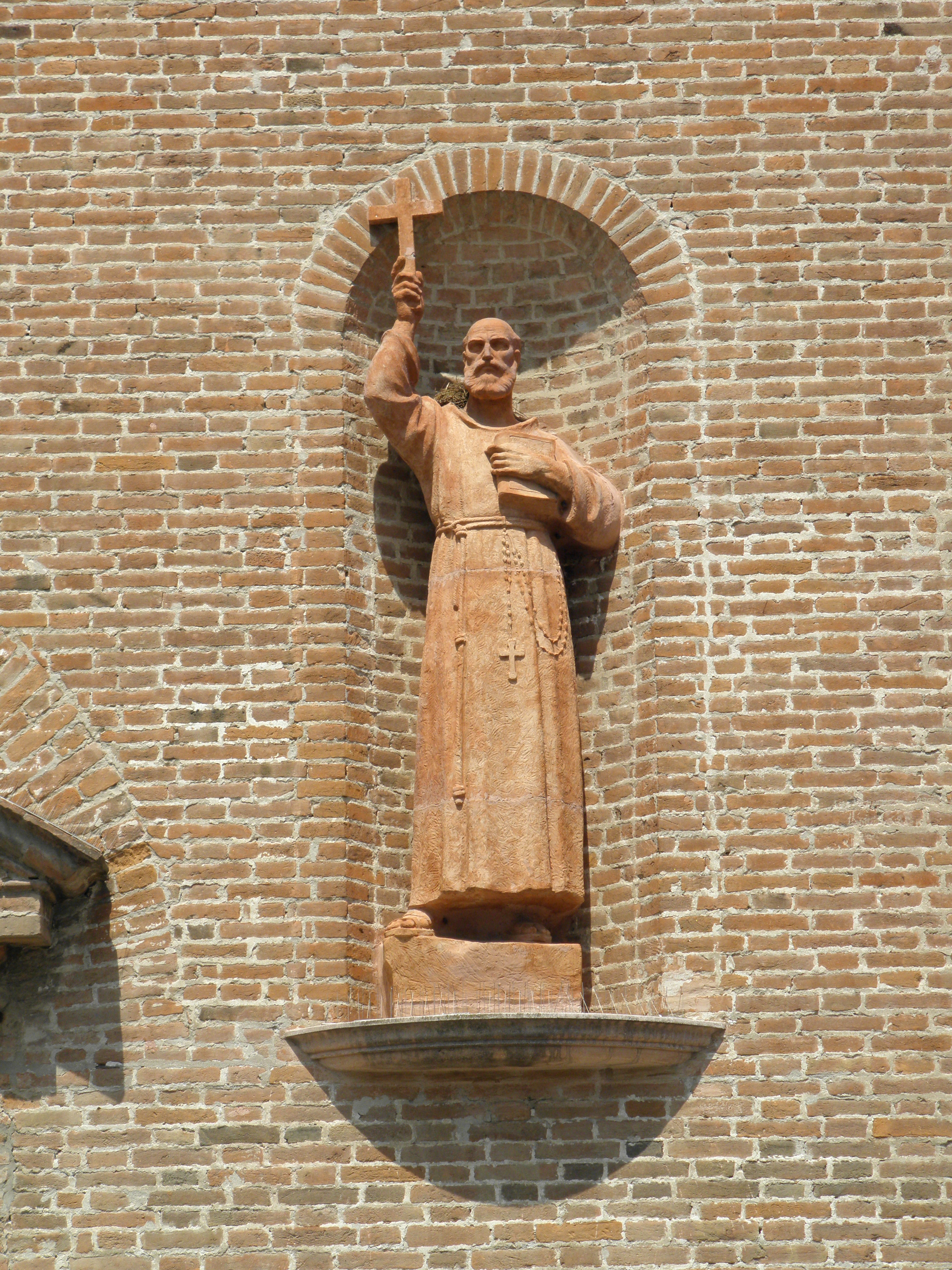
Estátua de São Lourenço em Rovigo, no Vêneto.

Na época de Lourenço, também sentia-se a falta de um poderoso pregador espiritual que desse corpo à luta contra os turcos otomanos, que estavam às portas do império. Clemente VIII enviou Lourenço ao imperador Rodolfo II "seguro que ele sozinho valia o mesmo que um exército" e, de fato, Lourenço tornou-se o braço direito do príncipe Filipe Manuel de Lorena, que conseguiu, em 1601, liberar Székesfehérvár (Alba Regia) num grande vitória contra os 80 000 turcos que se preparavam para invadir a Estíria e ameaçavam conquistar a Áustria, o que lhes daria condições de tomar a Itália e o resto da Europa. Lourenço escreveu uma valiosa crônica da campanha e, ainda que tenha tentado esconder seu próprio valor, capitães e soldados o aclamaram como o principal responsável pela vitória. Não há dúvidas de que Lourenço pôde, ali, pôr em prática seu imenso conhecimento linguístico e é certo, além disso, que ele se mostrou um excelente capelão militar.
Lourenço foi ainda ministro geral de sua ordem entre 1602 e 1605. Nesta função, como em todas as demais que já havia ocupado, mostrou-se sempre sensível e afável, um típico franciscano. Rechaçava as honrarias com naturalidade e permaneceu sempre fiel ao costume de dormir em tábuas duras, de levantar-se à noite para recitar os salmos, de jejuar com frequência à base de pão e verduras, de disciplinar-se rigorosamente e, sobretudo, de meditar com frequência sobre os sofrimentos de Cristo.

## Morte e influência
Lourenço estava em Lisboa para tratar com Filipe III da Espanha a causa dos napolitanos oprimidos pelo vice-rei Pedro Téllez-Girón quando, em 22 de julho de 1619, faleceu subitamente. Seu corpo foi levado ao Convento da Anunciada, habitado por monjas clarissas, em Villafranca del Bierzo (província de León), onde é venerado até hoje. Seu sepulcro foi profanado em 1808 pelas tropas francesas que ocuparam a cidade durante a Guerra da Independência Espanhola.
Ele foi beatificado em 1783 pelo papa Pio VI e canonizado em 1881 por Leão XIII. João XXIII outorgou-lhe o título de Doutor da Igreja com o epíteto de "Doctor Apostolicus" no breve "Celsitudo ex humilitate", de 19 de março de 1959. Sua festa se celebra em 21 de julho.